# Овчинников, Михаил Юрьевич
Михаи́л Ю́рьевич Овчи́нников (род. 1953) — российский учёный, профессор, доктор физико-математических наук, заведующий отделом ИПМ им. М. В. Келдыша РАН, профессор кафедры математического моделирования и прикладной математики МФТИ, академик Международной академии астронавтики (IAA), ведущий эксперт Американского института аэронавтики и астронавтики (AIAA), член Российского Национального комитета по теоретической и прикладной механике, специалист в области теоретической механики, динамики космического полёта, систем управления микроспутниками.

## Биография
Михаил Юрьевич Овчинников родился в 1953 году.
- 1977 — окончил МФТИ; специальность: динамика полёта и управление,
- 1980 — после окончания аспирантуры МФТИ был принят на работу в Институт прикладной математики АН СССР,
- 1990 — начал педагогическую деятельность в МФТИ;
- 1995 — доктор физико-математических наук,
- 1997 — профессор МФТИ по кафедре теоретической механики;
- заведующий отделом «Динамика космических систем» ИПМ им. М. В. Келдыша РАН, главный научный сотрудник
- профессор кафедры математического моделирования и прикладной математики МФТИ,
- академик Международной академии астронавтики (IAA),
- ведущий эксперт Американского института аэронавтики и астронавтики,
- член Российского Национального комитета по теоретической и прикладной механике

## Научная деятельность

### Научные интересы
Михаил Юрьевич — специалист в области:
- теоретической механики,
- динамики космического полёта,
- прикладной небесной механики и баллистики, групповых полётов
- систем ориентации для малых спутников
- динамики твёрдых тел в среде с сопротивлением
- лабораторного исследования и полунатурного моделирования динамики малогабаритных подвижных объектов
- систем управления микро- и наноспутниками.

Михаил Юрьевич — руководитель и участник отечественных и международных проектов по разработке и созданию космических систем.

### Публикации
Михаил Юрьевич Овчинников — автор более 400 научных трудов  Архивная копия от 8 июля 2019 на Wayback Machine.

#### Книги и брошюры
- Периодические движения осесимметричного гравитационно-ориентированного спутника с демпфером / М. Ю. Овчинников. — М. : ИПМ, 1982. — 28 с. : черт.; 20 см. — (Препринт. / Ин-т прикл. математики им. М. В. Келдыша АН СССР. N 90; ;).
- Периодические движения спутника с магнитом на эллиптической орбите с учётом аэродинамического и гравитационного моментов / М. Ю. Овчинников, А. Д. Герман. — М. : ИПМ, 1986. — 27 с. : ил.; 20 см. — (N87).
- Переходные движения осесимметричного спутника с гистерезисными стержнями в режиме аэродинамической ориентации / В. А. Сарычев, М. Ю. Овчинников. — М. : ИПМ, 1989. — 39 с. : граф.; 21 см. — (Препр. АН СССР, Ин-т прикл. математики им. М. В. Келдыша; N 41).
- Переходные и установившиеся движения осесимметричного спутника с аэродинамическим стабилизатором и гистерезисными стержнями / В. А. Сарычев, М. Ю. Овчинников. — М. : ИПМ, 1989. — 28 с. : ил.; 21 см. — (N 96).
- Исследование устойчивости одного режима движения вращающегося трёхосного тела в атмосфере / М. Ю. Овчинников, А. Н. Демидов. — М. : ИПМ, 1994. — 19 с. : ил.; 21 см. — (Препринт. Ин-т прикл. математики им. М. В. Келдыша Рос. АН; N 89).
- Расчёт токовых катушек для управления макетом спутника в лабораторных условиях / И. Е. Зараменских, М. Ю. Овчинников. — М. : ИПМ им. М. В. Келдыша, 2005 (Ин-т прикладной математики РАН). — 18 с. : ил.; 21 см. — (Препринт/ Ин-т прикладной математики им. М. В. Келдыша Рос. акад. наук (ИПМ им. М. В. Келдыша); № 93 за 2005 г.).
- Скользящее управление для трёхосной магнитной ориентации спутника / М. Ю. Овчинников [и др.]. — Москва : ИПМ им. М. В. Келдыша РАН, 2014. — 14 с. : ил.; 21 см. — (Препринты ИПМ им. М. В. Келдыша = Keldysh institute preprints / Ин-т прикладной математики им. М. В. Келдыша Российской акад. наук, ISSN 20712898; 2014, № 56).

#### Учебные пособия
- Лекции по механике космического полёта / Б. В. Раушенбах, М. Ю. Овчинников. — М.: МФТИ, 1997. — 188 с.
- Введение в динамику космического полёта : учеб. пособие … по направлению … «Прикладные математика и физика» / М. Ю. Овчинников ; Минобрнауки РФ, Московский физ.-технический ин-т (гос. ун-т). — Москва : МФТИ, 2016. — 205, [2] с. : ил.; 21 см; ISBN 978-5-7417-0588-9 : 250 экз.